# 1942 (Computerspiel)
1942 ist ein Arcade-Spiel, das 1984 von dem japanischen Spielehersteller Capcom entwickelt und später auf alle wichtigen Homecomputer und Konsolen portiert wurde. Es ist ein vertikal scrollendes Shoot ’em up, in dem der Spieler eine Lockheed P-38 im Zweiten Weltkrieg steuert. Bei den Nachfolgern können 2 Spieler im Koop-Modus gleichzeitig spielen.

## Spielbeschreibung
Während des Pazifikkrieges muss die japanische Flugzeugstaffel in 32 Spiel-Leveln zerstört werden. Dabei stehen verschiedene Waffen als Power-ups im weiteren Verlauf zur Verfügung. Außerdem können Loopings geflogen werden, um feindlichem Feuer auszuweichen. Nach jedem Level wird auf einem Flugzeugträger zwischengelandet und die Trefferquote angezeigt.
Die bekannte Musik der C64-Version stammt von Mark Cooksey, wobei die Melodie aus dem von Ron Goodwin komponierten Thema des Films Kampfgeschwader 633 entliehen wurde.

## Nachfolger
Die 19xx-Serie besteht aus folgenden weiteren Arcade-Spielen:
- 1943: The Battle of Midway (1987)
- 1943 Kai – Midway Kaisen (1988)
- 1941: Counter Attack (1990)
- 19XX The War Against Destiny (1995)
- 1944 – The Loop Master (2000)

## Portierungen
- Nintendo Entertainment System (1985) / PlayChoice-10 (1987)
- ZX Spectrum (1986)
- Commodore 64 (1986) Capcom, re-release 1986 Elite/Hit-Pack. Zusätzlich gibt es jeweils eine 1942 Trainer-Version, die indiziert war
- MSX (1986, ASCII Corporation)[2]
- MSX2 (1986, ASCII Corporation)[3]
- Amstrad CPC (1986)
- PlayStation (1998, Kompilation)
- Sega Saturn (1998)
- Game Boy Color (2000)
- PlayStation 2 (2005, Kompilation)
- Xbox (2005)
- Mobiltelefon

## Rezeption
Die britische Computerspielezeitschrift Computer Gamer hebt den prozentualen Highscore als Novum hervor, der Spielern neben der klassischen Punktzahl auch den Anteil abgeschossener Gegner an insgesamt erschienenen Gegnern in einer Partie anzeigt. Die grafische Darstellung sei „sehr schön“ und das Fliegen von Schleifen grafisch exzellent umgesetzt worden. Brett Alan Weiss attestiert in einem retrospektiven Testbericht für Onlinemagazin AllGame eine „perfekt austarierte Spielmechanik, farbenfrohe und detaillierte Grafiken sowie raffinierte Power-ups“. 1942 sei ein „echter Klassiker“, an den man sich gerne zurückerinnere.
Die NES-Portierung verkaufte sich weltweit über eine Million Mal.